# Clube Atlético Metropolitano
A Clube Atlético Metropolitano, vagy egyszerűen csak Metropolitano egy brazil labdarúgócsapat a Santa Catarina állambeli Blumenauban. Hazai meccseiket a 6 000 fő befogadására alkalmas Estádio Monumental do Sesi-ben rendezik.

## Játékoskeret
2015. január 12-től
| # |     | Poszt | Név                |
| - | --- | ----- | ------------------ |
|   | BRA | K     | Tiago Chitão       |
|   | BRA | K     | João Ricardo       |
|   | BRA | K     | Dida               |
|   | BRA | K     | Igor               |
|   | BRA | V     | Altino             |
|   | BRA | V     | Alessandro         |
|   | BRA | V     | Ari                |
|   | BRA | V     | Juninho            |
|   | BRA | V     | Marcelo Cordeiro   |
|   | BRA | V     | Alexandre Carvalho |
|   | BRA | V     | Junior Fell        |
|   | BRA | V     | Linno              |
|   | BRA | V     | Elton              |
|   | BRA | V     | Reginaldo          |
|   | BRA | KP    | José Lucas         |

| # |     | Poszt | Név            |
| - | --- | ----- | -------------- |
|   | BRA | KP    | Thiago Silva   |
|   | BRA | KP    | Carlos Alberto |
|   | BRA | KP    | David          |
|   | BRA | KP    | Cyro           |
|   | BRA | KP    | Marcão         |
|   | BRA | KP    | Hiroshi        |
|   | BRA | KP    | Everton Cezar  |
|   | BRA | KP    | Maiquinho      |
|   | BRA | KP    | Cícero         |
|   | BRA | KP    | João           |
|   | BRA | CS    | Thales         |
|   | BRA | CS    | Lauro          |
|   | BRA | CS    | Aldair         |
|   | BRA | CS    | Bruno          |
|   | BRA | CS    | Vinícius       |